# Olivier de Pierrebourg
Olivier Harty de Pierrebourg (10 juillet 1908 à Vauxbuin - 22 août 1973 à Paris) est un homme politique français et un compagnon de la Libération.

## Biographie

### Formation
Descendant du général Olivier Harty, Olivier de Pierrebourg effectue des études de lettres avant d'entrer comme rédacteur (journaliste) à l'agence Havas. Il exerce parallèlement les fonctions de secrétaire auprès du socialiste André Philip, élu député de Lyon en 1936.

### La seconde guerre mondiale
Démobilisé comme aspirant en 1940, Olivier de Pierrebourg organise dès novembre 1940, à Lyon, une filière de passages pour des réfugiés. Sous couvert de l'association "Amitiés chrétiennes" qu'il a créée en mai 1941, il parviendra à faire évacuer de France ou mettre en sûreté des centaines de réfugiés, d'enfants juifs et de personnalités politiques (dont André Philip), en même temps qu'il assure des tâches de renseignement pour un réseau de Résistance. En 1943, alors qu'il tente de rejoindre Alger, il est arrêté avec son épouse non loin de la frontière espagnole. Dirigé vers Paris, puis Compiègne, il saute du train qui le transporte en Allemagne avec ses compagnons d'infortune qu'il a convaincus de s'évader avec lui. En dépit d'une jambe cassée, il parvient à échapper aux recherches et reprendra ses activités au service de la Résistance.

### L'après-guerre
Olivier Harty de Pierrebourg est élu député de la Creuse en 1951 avec l'étiquette "radical-socialiste"  et réélu en 1956, dans ce département où le Parti communiste est alors tout puissant (le PCF y obtient en effet pratiquement 47 % des suffrages exprimés aux élections du 2 janvier 1956). Rallié au général de Gaulle en 1958 et prenant parti pour le "oui" au référendum constitutionnel, Olivier de Pierrebourg conserve son siège de député de 1958 jusqu'aux élections de mars 1973, lors desquelles il sera battu par le socialiste Guy Beck. En 1957, il est élu conseiller général du canton de Jarnages, puis maire de Guéret en 1971.
Son nom a été donné à une rue de Guéret. Le 24 octobre 2012, en présence du chancelier de l'ordre de la Libération, une plaque commémorative a été dévoilée sur la façade de l'immeuble du 14 rue de Tournon (6e arrondissement de Paris) où il vécut.

## Décorations
- Commandeur de la Légion d'honneur
- Compagnon de la Libération par décret du 26 septembre 1945[2]
- Croix de guerre 1939–1945
- Médaille de la Résistance française avec rosette par décret du 31 mai 1947[3]
- Médaille des évadés
- Médaille des Justes de Yad Vashem (Juste parmi les nations).